# 노준영 (1986년)
노준영(盧俊瑛, 1986년 9월 29일 ~ )은 대한민국의 음악 에디터이자 방송 작가, 방송인이다. 엠넷에서 방송 작가를 역임했고 네이버 등 주요 포탈의 필진으로 활동한 바 있다, 현재 웹진 '디즈컬' 의 CEO이자 편집장, 마케팅컴퍼니 엔의 대표를 맡고 있고 한류 매거진 위니케이스타의 편집장을 역임했다. 

## 활동

### 엠넷 구성작가
- 엠넷 팝콘 구성작가
- 엠넷 츄잉팝 구성작가
- 엠넷 뮤딕 구성작가

### 포탈 필진
- 네이버 지구촌 팝뉴스 연재
- 싸이뮤직 이주의 앨범 리뷰 연재 - 현재 종료
- 다음 '오드아이' 연재 - 현재 종료
- 교원 사내보 트렌드 연재 필진 - 현재 종료
- 네이버 5분스쿨 스토리라이터 - 현재 종료
- 교원 라이프 웹매거진 필진 - 현재 종료
- 교원 필진 - 현재 종료

### 에디팅
- 2012.05~2014.03 위니케이스타 편집장
- 2013.10~ 웹진 디즈컬 CEO & 편집장

### 기타
- 2014.09~ 마케팅컴퍼니 엔 대표
- 각종 매체 전문가 인터뷰 전담(연예가 중계 등등)
- 덕성여대 글로벌 리더십 특강 진행
- 마이크임펙트 공부하는 금요일 특강 진행 및 한전 KDN 특강 진행
- 연세대 및 서울대 직무 강연 진행
- 괴산군 공무원 보수 교육 진행
- 한국도로공사 신입사원 교육 진행
- 투어익스프레스 사내 교육 진행
- 용산구 자원봉사센터 직무 교육 진행
- 부산광역시 인재개발원 교육 진행
- 농협 유통 교육 진행
- 경기도 사회서비스원 교육 진행
- 서대문구 이진아 도서관 강연 진행
- 교원 구몬 교육 진행
- 경기도 재가복지센터 교육 진행
- 이외 다수의 기관 및 기업 교육 진행

### 저서
인싸의 시대, 그들은 무엇에 지갑을 여는가?
디지털 마케팅, 인싸력을 높여라!
이것이 메타버스 마케팅이다
요즘 소비 트렌드
알파 세대가 온다
요즘 소비 트렌드 2025
나의 첫 생성형 AI 마케팅 수업
최근방송이력
세계는 그리고 우리는, 2020.7.17 게스트 
무엇이든 물어보세요, 2024.12.24 게스트
오디오클립
노준영의 트렌드로 요즘 세상 읽기

홈페이지